# Cohani
Cohani – wieś w Rumunii, w okręgu Bihor, w gminie Abram. W 2011 roku liczyła 99
mieszkańców.